# ヴェネチアの紋章
『ヴェネチアの紋章』 -塩野七生作『聖マルコ殺人事件』より-（ヴェネチアのもんしょう）は宝塚歌劇団のミュージカル作品。

## 公演データ
1991年・花組公演
形式名は「ミュージカル・ロマンス」。15場。
脚本・演出は柴田侑宏。
併演作品は『ジャンクション24』。
花組トップコンビ・大浦みずきとひびき美都の退団公演であった。
6月28日から8月6日まで宝塚大劇場で公演。新人公演は7月16日。
11月3日から11月29日まで東京宝塚劇場で公演。新人公演は11月12日。
2021年・雪組
形式名は「ミュージカル・ロマン」。
演出は謝珠栄。
併演は『ル・ポアゾン 愛の媚薬 -Again-』。
全国ツアー公演。

## スタッフ

### 1991年・花組（スタッフ）
※氏名の後ろに「宝塚」、「東京」の文字がなければ両公演共通
- 作曲・編曲：寺田瀧夫、吉田優子
- 音楽指揮：野村陽児（宝塚）、清川知巳（東京）
- 振付：名倉佳代子
- 装置：大橋泰弘
- 衣装：任田幾英
- 照明：今井直次
- 小道具：万波一重
- 効果：川ノ上智洋
- 音響監督：松永浩志
- 演出補：正塚晴彦
- 舞台進行：高階弘之
- 製作担当：長谷山太刀夫（東京）
- 制作：飯島健

## 主な配役

### 1991年・花組（配役）
本公演
- アルヴィーゼ・グリッティ（ヴェネチア元首の庶子で若くしてトルコで大貿易商となる） - 大浦みずき 
- リヴィア（プリウリの奥方。名門コルネール家の息女） - ひびき美都 
- マルコ・ダンドロ（ダンドロ家の嫡子でアルヴィーゼの親友） - 安寿ミラ 
- オリンピア（ローマからきた遊女。マルコの女友だち） - 香坂千晶 
- ヴィットリオ（ヴェネチア貴族の庶子） - 真矢みき 
- アンドレア・グリッティ（ヴェネチアの元首。アルヴィーゼの父） - 未沙のえる 
- プリウリ（グリッティに対抗する勢力を持つ貴族） - 立ともみ 
- 大使ピエトロ・ゼン（コンスタンチノープル駐在のヴェネチア大使） - 磯野千尋 
- 宰相イブラヒム（トルコ帝国の宰相。アルヴィーゼと友好関係にある） - 舵一星 
- メリーナ（アルヴィーゼの母） - 北小路みほ 
- レミーネ（アルヴィーゼの間諜） - 峰丘奈知 
- ラウドミア（元首グリッティの孫娘） - 華陽子 
- セバスチャーノ・コンタリーニ（ヴェネチア貴族の嫡子でラウドミアの夫） - 真琴つばさ 
- スルタン・スレイマン - 姿月あさと 
- ロッサーナ - 霧原翔子 
- カシム（アルヴィーゼに忠実な従僕） - 宝樹芽里 
- ヴェロニカ（カシムを慕う小間使い） - 森奈みはる 
- ジョヴァンニ（ヴィットリオの仲間。はぐれ組） - 愛華みれ 
- ダニエリ（ヴィットリオの仲間。はぐれ組） - 匠ひびき 
- エンリコ（ヴィットリオの仲間。はぐれ組） - 夏城令 
- オルファン - 紫吹淳 

新人公演
- アルヴィーゼ・グリッティ - 真琴つばさ
- リヴィア - 華陽子
- マルコ・ダンドロ - 愛華みれ
- オリンピア - 森奈みはる
- ヴィットリオ - 匠ひびき
- アンドレア・グリッティ - 橘沙恵
- プリウリ - 大舞夏織
- 大使ピエトロ・ゼン - 姿月あさと
- 宰相イブラヒム - 大伴れいか
- メリーナ - 霧原翔子
- レミーネ - 妃宮玲子

### 2021年・雪組（配役）
- アルヴィーゼ・グリッティ - 彩風咲奈
- リディア - 朝月希和
- マルコ・ダンドロ - 綾凰華
- オリンピア - 夢白あや
- ヴィットリオ - 諏訪さき
- 元首アンドレア・グリッティ - 真那春人
- プリウリ - 奏乃はると
- ゼン - 叶ゆうり
- イブラヒム - 橘幸
- メリーナ／青い影 - 沙月愛奈
- レミーネ - 希良々うみ
- ラウドミア - 音彩唯
- セバスチアーノ - 聖海由侑
- スルタン - 汐聖風美
- ロクサーナ - 杏野このみ
- カシム - 一禾あお
- ヴェロニカ - 莉奈くるみ
- ジョヴァンニ - 眞ノ宮るい
- エンリコ - 彩海せら
- オルファン - 望月篤乃
- 踊り手 - 白峰ゆり
- カッサンドラ - 妃華ゆきの
- アイシャ - 華蓮エミリ
- 踊る美女 - 沙羅アンナ
- ビアンカ - 星南のぞみ
- インジ - 琴羽りり
- カスパーラ - 有栖妃華
- グラデニーコ - 琥白れいら
- ティエポロ - 稀羽りんと
- ジェンティーレ - 紀城ゆりや